# Stanley Baldwin
Stanley Baldwin, bá tước Baldwin thứ nhất của Bewdley (3 tháng 8 năm 1867 - 14 tháng 12 năm 1947) là một chính trị gia bảo thủ Anh, những người chiếm lĩnh chính phủ Anh giữa hai cuộc chiến tranh thế giới. Ba lần làm Thủ tướng, ông là thủ tướng duy nhất đã từng phục vụ dưới ba triều đại vua Anh (George V, Edward VIII và George VI).
Baldwin lần đầu tiên vào Hạ viện Anh năm 1908 như các thành viên của Quốc hội đại diện cho Bewdley, và tham gia nội các của Thủ tướng David Lloyd George. Năm 1922, Baldwin là một trong những người thúc đẩy chính trong việc rút hỗ trợ Bảo thủ từ Lloyd George.